# Microctenopoma nanum
Microctenopoma nanum е вид бодлоперка от семейство Anabantidae. Видът не е застрашен от изчезване.

## Разпространение
Разпространен е в Габон, Демократична република Конго, Камерун и Централноафриканска република.

## Описание
На дължина достигат до 8 cm.